# Sebastian Ring
Karl Sebastian Ring (Örebro, 18 aprile 1995) è un calciatore svedese, difensore dell'Omonia Aradippou.

## Biografia
È fratello minore del centrocampista Jonathan Ring. In gioventù ha praticato anche il floorball e l'hockey su ghiaccio, prima di scegliere definitivamente il calcio.

## Carriera
Sebastian, così come il fratello Jonathan, è cresciuto nelle giovanili dell'Adolfsbergs IK, una squadra minore con sede nella periferia di Örebro. Nel 2012 ha anche giocato con la prima squadra in Division 4, il sesto livello del calcio svedese.
Prima dell'inizio della stagione 2013, Sebastian Ring è passato all'Örebro. Qualche mese più tardi è stato prestato in Division 1 al BK Forward, altra squadra locale. L'accordo è stato poi esteso anche all'intero campionato 2014.
Ring ha prolungato il proprio contratto di due anni con l'Örebro nel gennaio 2015 entrando così a tutti gli effetti in prima squadra. Nel corso di quell'anno tuttavia non è mai stato utilizzato in campionato, ma solo in Coppa di Svezia contro i dilettanti del BKV Norrtälje.
Ha fatto il suo debutto in Allsvenskan il 3 aprile 2016, alla prima giornata, quando è stato schierato titolare in occasione della sconfitta interna contro il Djurgården complice anche l'infortunio occorso in precampionato al terzino sinistro Logi Valgarðsson.  Ring ha chiuso la stagione con 21 presenze di cui 18 da titolare, poi ha rinnovato il contratto per altri due anni.
Dopo le tre stagioni all'Örebro, il giovane nel gennaio 2019 si è trasferito al Grimsby Town, club militante in League Two.
Nel gennaio del 2020 è tornato a far parte di una squadra svedese con il passaggio al Kalmar. In vista della stagione 2021, il club ha ingaggiato anche il fratello Jonathan. Entrambi i fratelli hanno lasciato la squadra a fine stagione.
La carriera di Sebastian è proseguita in Polonia, al Wisła Cracovia, a cui si è unito a parametro zero nel gennaio 2022 con un contratto fino al 30 giugno 2023.